# رافاييل دياز
رافاييل دياز (بالإنجليزية: Rafael Diaz)‏ (8 أكتوبر 1991 - ) هو لاعب كرة قدم دومينيكي في مركز حراسة المرمى. لعب مع Orlando City SC (2010–2014) ‏ ونيو يورك ريد بولز 2 وJersey Express S.C. ‏.

## وصلات خارجية
- رافاييل دياز على موقع الدوري الأمريكي (الإنجليزية)
- رافاييل دياز على موقع قاعدة بيانات كرة القدم.إي يو (الإنجليزية)
- رافاييل دياز على موقع ناشيونال فوتبول تيمز (الإنجليزية)
- رافاييل دياز على موقع Soccerbase.com (لاعب) (الإنجليزية)
- رافاييل دياز على موقع Soccerway.com (الإنجليزية)
- رافاييل دياز على موقع عالم كرة القدم.نت (الإنجليزية)